# Wolfmother
Wolfmother este o trupă rock din Erskineville, o suburbie a orașului Sydney, Australia. Muzica lor este adesea descrisă ca Stoner rock. Stilul este legat de trupe ca Led Zeppelin, Black Sabbath, AC/DC, Aerosmith, Deep Purple si Black Crowes.

## Discografie

### Albume
| An   | Titlu      | Topuri        | Topuri | Topuri | Topuri | Topuri | Topuri |
| An   | Titlu      | DE            | AT     | CH     | UK     | US     | AU     |
| ---- | ---------- | ------------- | ------ | ------ | ------ | ------ | ------ |
| 2005 | Wolfmother | 50 15px\|Gold | 59     | 64     | 25     | 22     | 3      |
| 2009 | Cosmic Egg | 11            | 11     | 26     | 35     | 16     | 3      |
| 2014 | New Crown  | −             | −      | −      | −      | 160    | −      |
| 2016 | Victorious | 9             | 9      | 5      | 25     | 71     | 17     |

### Singles
| An   | Titlu                          | Topuri | Topuri | Topuri | Topuri | Topuri | Topuri |
| An   | Titlu                          | DE     | AT     | CH     | UK     | US     | AU     |
| ---- | ------------------------------ | ------ | ------ | ------ | ------ | ------ | ------ |
| 2005 | Mind’s Eye Wolfmother          | −      | −      | −      | −      | −      | 29     |
| 2006 | White Unicorn Wolfmother       | −      | −      | −      | −      | −      | 33     |
| 2006 | Dimension Wolfmother           | −      | −      | −      | 49     | −      | −      |
| 2006 | Woman Wolfmother               | −      | −      | −      | 31     | −      | 34     |
| 2006 | Love Train Wolfmother          | −      | −      | −      | 62     | −      | −      |
| 2006 | Joker and the Thief Wolfmother | −      | 29     | −      | 64     | −      | 8      |
| 2009 | Back Round Cosmic Egg          | −      | −      | −      | −      | −      | −      |
| 2009 | New Moon Rising Cosmic Egg     | −      | 73     | −      | −      | −      | 50     |
| 2009 | California Queen Cosmic Egg    | −      | −      | −      | −      | −      | −      |
| 2010 | Far Away Cosmic Egg            | 11     | 3      | −      | −      | −      | −      |

## Music video
- Mind’s Eye (2005)
- White Unicorn (2006)
- Dimension (2006)
- Woman (2006)
- Love Train (2006)
- Joker and the Thief (2006)
- Please Experience Wolfmother Live (Live-DVD, 2007)
- New Moon Rising (2009)
- White Feather (2009)
- Far Away (2010)
- Victorious (2016)

## Trivia
In ultimele cinci filme ale regizorului  Todd Phillips, este de auzit un cântec de-al trupei Wolfmother.
- Dimension (2006)
- Joker & The Thief (2009)
- New Moon Rising (2010)
- Love Train (2011)
- Apple Tree (2013)